# Selenochlamys ysbryda
Selenochlamys ysbryda – gatunek ślimaka trzonkoocznego z rodziny Oxychilidae. Został opisany w 2008 roku przez naukowców z Muzeum Narodowego Walii i Uniwersytetu Cardiff. Jest bezbarwny, ślepy i żyje pod ziemią. Jest mięsożerny, odżywia się dżdżownicami przy pomocy przypominających kły zębów. Poluje na nie w nocy. Po zbadaniu budowy tego ślimaka naukowcy stwierdzili, że to całkiem nowy gatunek. Pokrewne gatunki występują m.in. w Turcji i Gruzji. Według Symondsona, brak oczu i zabarwienia ciała wskazuje na to, że gatunek rozwijał się w jaskiniach. Jego zdaniem do Wielkiej Brytanii trafił razem z roślinami doniczkowymi. Prawdopodobnie gatunek ten jest natywny dla Krymu, choć odnotowano tam tylko dwa stwierdzenia (stan w 2015).